# Filippo Macchi
Filippo Macchi (Pontedera, 19 de setembro de 2001) é um esgrimista italiano.

## Carreira
Em 2023, Filippo Macchi conquistou o título de Campeão Europeu contra o francês Enzo Lefort.
Nos Jogos Olímpicos de Verão de 2024, em Paris, conquistou a medalha de prata na disputa de florete por equipes ao lado de Guillaume Bianchi, Tommaso Marini e Alessio Foconi. Além disso, conseguiu a prata na disputa individual, após chegar à final contra Cheung Ka Long.